# Alex Mallari junior

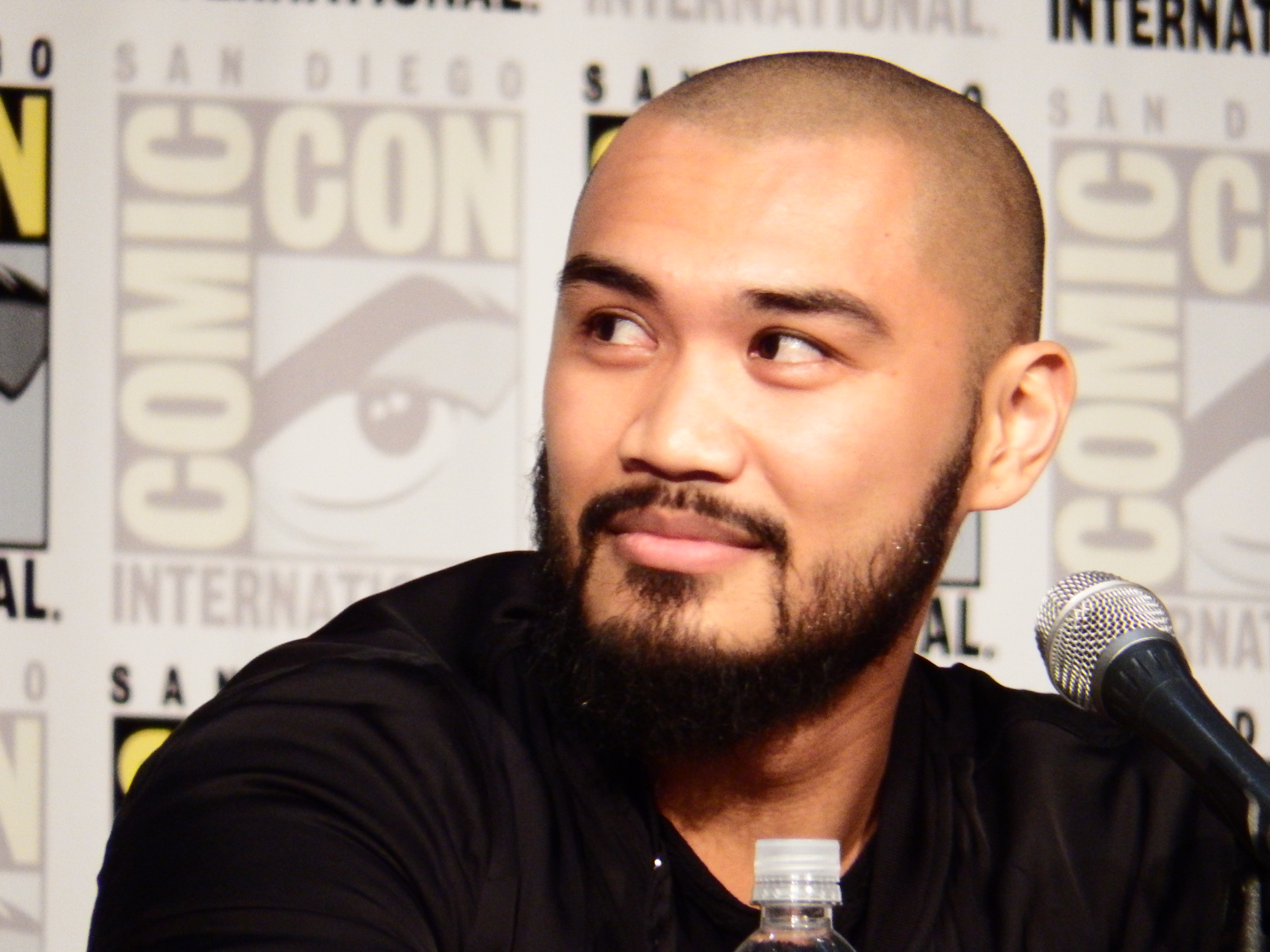
Alex Mallari junior (2016)

Alex Mallari junior (* 19. Februar 1988 auf den Philippinen) ist ein philippinisch-kanadischer Schauspieler.

## Leben
Alex Mallari junior wurde auf den Philippinen geboren und wuchs im kanadischen Scarborough auf. Er war in Taekwondo erfolgreich. Als Schauspieler wurde Mallari vor allem durch seine Rollen in den Serien True Justice (2010–2011) und Dark Matter (2015–2017) bekannt.

## Filmografie (Auswahl)
- 2010: Dead Genesis – Der Krieg der Toten hat begonnen (Dead Genesis)
- 2010–2011: True Justice (Fernsehserie, 8 Episoden)
- 2013: Played (Fernsehserie, Episode 1x09)
- 2014: RoboCop
- 2014: Remedy (Fernsehserie, 3 Episoden)
- 2015–2017: Dark Matter (Fernsehserie, 37 Episoden)
- 2016: Designated Survivor (Fernsehserie, Episode 1x05)
- 2019: Code 8
- 2020: Coroner – Fachgebiet Mord (Coroner, Fernsehserie, 3 Episoden)
- 2020–2022: Workin’ Moms (Fernsehserie, 15 Episoden)
- seit 2021: Ginny & Georgia (Fernsehserie)
- 2022: The Adam Project
- 2022: Shotgun Wedding – Ein knallhartes Team (Shotgun Wedding)
- 2024: Code 8 – Teil II (Code 8: Part II)